# Новосельское (Черноморский район)
Новосе́льское (укр. Новосільське, крымскотат. Novoselskoye, Новосельское) — село в Черноморском районе Республики Крым, центр Новосельского сельского поселения (согласно административно-территориальному делению Украины — Новосельского сельсовета Автономной Республики Крым). Основано в 1950 году, статус села присвоен в 1959 году. Время создания сельсовета пока не установлено: на 15 июня 1960 года он уже существовал.

## Население
| 2001 | 2014  |
| ---- | ----- |
| 2523 | ↘2424 |

Всеукраинская перепись 2001 года показала следующее распределение по носителям языка
| Язык             | Процент |
| ---------------- | ------- |
| русский          | 83.31   |
| украинский       | 11.38   |
| крымскотатарский | 4.56    |
| другие           | 0.44    |

### Динамика численности
- 1974 год — 2880 чел.[8]
- 1989 год — 2340 чел.[12]
- 2001 год — 2523 чел.[13]
- 2009 год — 2308 чел.[14]
- 2014 год — 2424 чел.[15]

## География
Новосельское примыкает к восточной окраине райцентра Черноморское, примерно в 1,5 километрах от центра, высота центра села над уровнем моря — 15 м. Ближайшая железнодорожная станция — Евпатория — около 72 километров. Транспортное сообщение осуществляется по региональной автодороге 35К-013 Черноморское — Евпатория (по украинской классификации — Т-01-08).

## Современное состояние
На 2016 год в Новосельском числятся 34 улицы, 3 переулка, 2 проезда, 2 территории и садовое товарищество; на 2009 год, по данным сельсовета, село занимало площадь 232 гектара, на которой в 837 дворах проживало 2308 человек. В селе действует средняя общеобразовательная школа, дом культуры, детский сад, библиотека-филиал № 8 им И. Л. Чумакова, амбулатория общей практики семейной медицины, отделение почты, АЗС. В 1 км с юго-востоку от окраины села расположена Тарханкутская ВЭС.
В годы Великой Отечественной войны в 1942—1944 годах на территории Керлеутского сельсовета действовала подпольная группа из 12 человек. В феврале 1944 года подпольщики Сергей Накидень, Анна и Иван Кобельченко были арестованы, перевезены в Ак-Мечеть. Затем арестованных отправили в Евпаторию и 16 марта 1944 года расстреляли в районе городского кладбища, где они были захоронены. После освобождения Крыма в апреле 1944 года по просьбе родственников останки перенести в Новосельское. На могиле был установлен памятник из камня-ракушечника. 4 мая 1985 года памятник был заменён на диоритовую глыбу, на которой высечена фигура комсомольца работы Игоря Викторовича Долгополова. Постановлением Совета министров Республики Крым № 627 от 20 декабря 2016 года памятник отнесён к категории объектов культурно-исторического наследия России регионального значения.

## Спорт
Футбольная команда села Новосельское неоднократно становилась победителем различных турниров Черноморского района.